# Улица Софии Русовой (Киев)
Улица Софи́и Ру́совой (укр. вулиця Софії Русової) — улица в Дарницком районе города Киева, местность Осокорки. Пролегает от улицы Елизаветы Чавдар до улицы Коллекторная.
Нет примыкающих улиц.

## История
Улица возникла в 2010 году под названием Новая XXXVII. Современное название в честь украинского педагога и общественного деятеля Софии Фёдоровны Русовой — с 2011 года.

## Застройка
Застройка улицы представлена многоэтажными домами. Угол улиц Софии Русовой и Елизаветы Чавдар занят ЖК «Патриотика» — комплекс 25-этажных домов.